# Mihail Podureț
Mihail Podureț (n. 5 decembrie 1927, Odesa, URSS - d. 1 martie 2009, Sarov, Rusia) a fost un fizician sovietic de origine românească.

## Biografie
Provine din moldovenii din Odesa. Este fiul lui Alexandru Podureț (Pădureț). Numele de familie provine de la „pădure” sau „poduri”. A fost membru ULCT între anii 1941 și 1955. În anul 1946 a fost admis la facultatea de fizică și matematică a Universității din Odesa, iar în anul 1950 a fost transferat la secțiunea specială a facultății de fizică și matematică a Universității din Harkov , pe care a absolvit-o în anul 1951.
Ulterior a lucrat la Instititutul unional de cercetări științifice de fizică  experimentală de la Sarov, inițial în calitate de laborant superior în secția de gazodinamică, iar ulterior în calitate de inginer în secția de fizică teoretică. În anul 1966 a susținut teza de candidat (doctor) în științe pe temă deschisă de cercetare, iar în anul 1982 a susținut-o și pe cea de doctor (doctor habilitat), pe temă închisă de cercetare.  A trecut toate treptele carierei de serviciu, de la laborant superior , șef de secție, până la cercetător științific principal. Este înmormântat la cimitirul orășenesc de la Sarov.

## Activitatea științifică
La Sarov i-a cunoscut pe Andrei Saharov și Iakov Zeldovici, coautorul căruia a fost.  În anul  1961 a fost testată prima lucrare  teoretică a sa, în care demonstra că intensitatea undei de șoc în rocă (sol) la explozii nucleare depinde de mărimea sarcinii nucleare. Această metodă a fost denumită metoda „sferei de rocă”. Au urmat ani lungi de perfecționare a metodei în rezulutatul căreia s-a stabilit, că metoda este bună pentru determinarea magnitudinii exploziilor nucleare. Mai mult ca atât, a fost recunoscută ca cea mai exactă metodă de determinare. Anume această metodă a fost folosită în toate încercările nucleare începănd din 1965 și până în anul 1990, când au fost interzise. Teza de doctor habilitat intitulată „Polimorfizmul de șoc al rocilor de munte și teoria metodei sferei de rocă”  a fost susținută cu un subiect din această problematică la Institutul unional de cercetări științifice de fizică  experimentală de la Sarov în anul 1982. Rezultatele acestor cercetări sunt publicate în 45 de articole științifice  cu caracter deschis și într-o serie de rapoarte secrete (cu caracter închis). 
Podureț are contribuții importante în domeniul relativității generale și gravitației, în domeniul colapsului gravitațional , destul de cunoscute în literatura de specialitate. A integrat pentru prima oară numeric sistemul de ecuații din relativitatea generală, care descrie colapsul gravitațional al stelelor, care conduce la o stea neutronică. Ulterior aceeași problemă a fost soluționată și pentru colapsul gravitațional al unei stele masive, iar mai apoi și pentru colapsul gravitațional al stelelor mai mici, care conduc la formarea de pitice albe.  Teza de doctor a fost intitulată „Probleme ale colapsului gravitațional” și a fost susținută la Institutul astronomic al Universității din Moscova în numele lui Șternberg.

## Distincții
- În anul 1968 i s-a conferit Premiul de stat al URSS
- În anul 1990 i s-a conferit premiul internațional principal al editurii „Nauka”  pentru cercetarea comprimabilității substanțelor în timpul exploziilor nucleare subterane.
- În anul 1990 i s-a conferit  premiul de Stat al guvernului Federației Ruse pentru același ciclu de lucrări.

## Legături externe
- Biografie (în rusă)